# Rede Imaculada
A Rede Imaculada é uma rede de rádio religiosa católica brasileira voltada à evangelização através do rádio, anteriormente conhecida como Rede Mariana de Evangelização e Rede Milícia SAT. Sediada na cidade paulista de São Bernardo do Campo, pertence à Associação Milícia da Imaculada. 

## História
As primeiras experiências da Milícia da Imaculada com radiodifusão datam de março de 1988, com a estreia da Consagração a Nossa Senhora na Rádio Clube de Santo André. Em março de 1995, começa o programa A Igreja no Rádio, que começou a despertar o interesse de outras emissoras pela suas propostas de evangelização. Com isso, o programa passou a ser gerado via satélite das 20 às 5 horas a partir da Rádio Imaculada Conceição 1490 AM, para outras emissoras espalhadas pelo Brasil.
Em maio do mesmo ano, a instituição adquire a Rádio Mauá, instalada em Mauá, no Grande ABC paulista. Até então, as rádios católicas funcionavam isoladas, mas a Igreja alterou sua estratégia e aplicou o sistema de rede, com programação nacional via satélite. A rede católica de rádios começou com 159 emissoras isoladas transformando-se em rede nacional; antes disso, não havia um comando central.
O diretor artístico da Rádio Imaculada, Ademir Mamede Veschi, em entrevista para o jornal A Boa Nova da Diocese de Santo André, revela que a Rádio Imaculada operava inicialmente com 1.000 watts de potência abrangendo a Região do Grande ABC. Posteriormente, com o aumento da potência para 5.000 watts, houve a ampliação do alcance da emissora para os 39 municípios que compõem a Grande São Paulo. Com essa providência, a audiência da emissora cresceu, conforme certificação do IBOPE para 7ª colocação do ranking geral das 28 emissoras AM da Grande São Paulo, e a primeira do Grande ABC.
Fundada em 14 de novembro de 1987, a Associação Milícia da Imaculada tem sua sede no Bairro do Finco - Riacho Grande, em São Bernardo do Campo. Nela, estão situadas a administração, estúdios da rádio, redação e as torres de transmissão, numa área de preservação ecológica com 23 mil m². No local, existe um santuário integrado à natureza e frequentado pelos fiéis.
A evangelização realizada através da Rede Imaculada conta com o apoio da UNDA-Brasil e Rede Católica de Rádio, órgãos oficiais de comunicação perante a CNBB - Conferência Nacional dos Bispos do Brasil.
Seguindo a linha dos ensinamentos da Milícia da Imaculada fundada pelo franciscano conventual polaco São Maximiliano Kolbe, a emissora está sempre atenta às orientações e acontecimentos da Igreja Católica regional, do Brasil, do Vaticano e do mundo, buscando sempre oferecer uma programação atualizada.

## Emissoras

### Próprias
| Grupo/Razão social                        | Emissora                  | Cidade                           | Frequência   | Prefixo | RDS |
| ----------------------------------------- | ------------------------- | -------------------------------- | ------------ | ------- | --- |
| Fundação Padre Kolbe de Rádio e Televisão | Rádio Imaculada           | Mauá, São Paulo                  | AM 1490 kHz  | ZYK 764 | —   |
| Fundação Padre Kolbe de Rádio e Televisão | Rádio Imaculada Conceição | São Roque, São Paulo             | AM 1430 kHz  | ZYK 707 | —   |
| Fundação Padre Kolbe de Rádio e Televisão | Rádio Imaculada Conceição | Atibaia, São Paulo               | FM 107.1 MHz | ZYM 895 | Não |
| Sociedade Rádio Clube de Bilac Ltda.      | Rádio Imaculada Conceição | Bilac, São Paulo                 | AM 890 kHz   | ZYK 562 | —   |
| Rádio Progresso de Alagoas Ltda.          | Rádio Imaculada Conceição | Maceió, Alagoas                  | FM 92.3 MHz  | ZYS 316 | Não |
| Rádio Educação Rural Ltda.                | Rádio Imaculada Conceição | Campo Grande, Mato Grosso do Sul | AM 580 kHz   | ZYI 387 | —   |
| Empresa de Radiodifusão Tupinambás Ltda.  | Rádio Imaculada Conceição | Dourados, Mato Grosso do Sul     | AM 1060 kHz  | ZYN 604 | —   |

### Ondas Tropicais
- Rádio Imaculada Conceição - Campo Grande/MS - 4755 OT
- Rádio Imaculada Conceição - Londrina/PR - 4865 OT

### Afiliadas e retransmissoras

#### Alagoas
- Rádio Rio São Francisco - Penedo/AL - 1490 AM (20h às 5h)
- Milênio FM - Santana do Ipanema/AL - 90.7 FM (20h às 5h)

#### Bahia
- Carícia FM - Correntina/BA - 97.9 FM (22h às 5h)

#### Ceará
- Rádio Dom Bosco FM - Fortaleza/CE - 96.1 FM (0h às 5h)
- Rádio FM Padre Cícero - Juazeiro do Norte/CE - 104.9 FM (0h às 6h)
- Rádio Cultura - Quixadá/CE - 102.1 FM (20h às 0h)

#### Espírito Santo
- Rádio FM Líder - Vitória/ES - 91.1 FM (0h às 5h)

#### Goiás
- Rádio Serra Azul - Caiapônia/GO - 580 AM (20h às 5h)
- Rádio Difusora - Goiânia/GO - 640 AM (22h às 5h)
- Rádio Rio Claro - Iporá/GO - 760 AM (20h às 5h)
- Rádio Vale da Serra - São Luís de Montes Belos/GO - 920 AM (20h às 5h)

#### Maranhão
- Rádio Educadora - São Luís/MA - 560 AM (0h às 5h)

#### Minas Gerais
- Rádio América - Belo Horizonte - 750 AM (0h às 4h)
- Rádio Nova Veredas - Bom Despacho - 89.3 FM (0h às 5h)
- Rádio Diocesana - Campanha - 1140 AM (20h às 6h)
- Queluz FM - Conselheiro Lafaiete - 99.5 FM (0h às 5h)
- Rádio Mundo Melhor - Governador Valadares - 93.5 FM (0h às 5h)
- Vida Nova FM - Guanhães - 91.5 FM (22h às 5h)
- Rádio Manhuaçu - Manhuaçu - 710 AM (0h às 5h)
- Nova Aliança FM - Ouro Branco - 98.7 FM (0h às 5h)
- Nossa Missão FM - Passos - 87.9 FM (23h às 5h)
- Capital FM - Patrocínio - 107.3 FM (0h às 4h)
- Rádio Mucuri - Teófilo Otoni - 1320 AM (22h às 5h)

#### Pará
- Rádio Nazaré FM - Belém/PA - 91,3 FM (00h às 5h)
- Rádio Santana - Breves/PA - 870 AM (20h às 0h)

#### Paraíba
- Rádio Caturité - Campina Grande/PB - 104.1 FM (23h às 5h)

#### Pernambuco
- Rádio Pajeú  - Afogados da Ingazeira - 99.3 FM (22h às 02h)

#### Paraná
- Rádio Serra do Mar - Antonina/PR - 94.1 FM (22h às 6h)
- Rádio Colmeia - Cascavel/PR - 105.9 FM (0h às 5h)
- Rádio Capital - Cianorte/PR - 91.9 FM (20h às 5h)
- Rádio Mais - Curitiba/PR - 1120 AM (0h às 4h)
- Rádio Najuá - Irati/PR - 106.9 FM (20h às 0h)
- Rádio Club - Nova Aurora/PR - 1570 AM (20h às 22h)
- Rádio Club - Palmas/PR - 99.5 FM (22h às 0h)
- Rádio Copas Verdes - Prudentópolis/PR - 101.3 FM (0h às 5h)
- Rádio Clube - Realeza/PR - 1030 AM (20h às 0h)
- Bom Jesus FM - Siqueira Campos/PR - 93.9 FM (0h às 5h)
- Rádio Educadora - União da Vitória/PR - 101.9 FM (20h às 0h)

#### Piauí
- Cultura FM - São Raimundo Nonato - 105.9 FM (0h às 6h)

#### Rio de Janeiro
- Rádio Catedral - Rio de Janeiro/RJ - 106.7 FM (7h às 7:30h)

#### Rio Grande do Norte
- Rádio e TV Cristo Rei - Currais Novos/RN - Canal 5 (20h às 5h)

#### Rio Grande do Sul
- Tua Rádio São Francisco - Caxias do Sul/RS - 560 AM / 79.9 FM (0h às 5h)
- Tua Rádio Garibaldi - Garibaldi/RS - 1410 AM (0h às 5h)
- Tua Rádio Cristal - Soledade/RS - 100.5 FM (0h às 5h)
- Tua Rádio Fátima - Vacaria/RS - 90.5 FM (0h às 5h)
- Tua Rádio Veranense - Veranópolis/RS - 107.5 FM (0h às 5h)
- Tua Rádio Cacique - Lagoa Vermelha/RS - 92.7 FM (0h às 5h)
- Tua Rádio Alvorada - Marau/RS - 107.7 FM (0h às 5h)
- Rádio Aurora - Guaporé/RS - 107.1 FM (0h às 5h)
- Rádio Miriam - Farroupilha/RS - 1160 AM (20h às 5h)
- Rádio Sarandi - Sarandi/RS - 1310 AM (0h às 5h)
- Rádio Rosário - Serafina Corrêa/RS - 89.7 FM (0h às 5h)

#### Santa Catarina
- Rádio Cidade - Brusque/SC - 850 AM (23h às 4h)
- Rádio Cultura - Florianópolis/SC - 1110 AM (22h às 5h)

#### São Paulo
- Rádio Difusora - Casa Branca/SP - 720 AM (20h às 5h)
- Nova Voz FM - Fartura/SP - 91.3 FM (0h às 5h)
- Rádio Cultura - Ituverava/SP - 1450 AM (0h às 5h)
- Rádio Vida Nova - Jaboticabal/SP - 1210 AM (22h às 5h)
- Magnificat FM - Limeira/SP - 103.5 FM (22h às 5h)
- Rádio Esperança - Novo Horizonte/SP - 105.5 FM (23h às 5h)
- Pirajuí Rádio Clube - Pirajuí/SP - 1260 AM (20h às 5h)
- Rádio Boa Nova - Praia Grande/SP - 96.3 FM (22h às 6h)
- Rádio Cultura - Taubaté/SP - 790 AM (20h às 5h)